# Пилотен епизод
Пилотен епизод (известен и просто като пилот) е самостоятелен епизод от телевизионен сериал, който се използва за продажба на предаването на телевизионен оператор . По време на създаването си, пилотният епизод има ролята на тест, който да спомогне за преценка дали един сериал ще бъде успешен. Следователно това е тестов епизод за предвидения телевизионен сериал, който представя ранен етап в развитието на сериала – основната концепция, героите и темите, които ще разглежда сериалът.
В случай на успешен телевизионен сериал, пилотът обикновено е първият епизод, който се излъчва на конкретния сериал под собственото му име – епизодът, който „запалва искрата“. Често срещана е и направата на пилотни епизоди с герои от вече съществуващи сериали, за да се изпробва възможността за създаване на спин-оф сериали с тези герои.
Телевизионните компании използват пилоти, за да определят дали една интересна концепция може да бъде реализирана успешно и дали разходите за допълнителни епизоди са оправдани. Пилотният епизод може да бъде възприеман като прототип на предаването, но много от елементите често се променят при осъществяването на същинския сериал. Според изчисления на Variety само малко над една четвърт от всички пилоти, направени за американски телевизии, биват одобрени за създаването на сериал.

## Пилотен сезон
Всяка есен големите американски телевизионни компании поръчват множество сценарии за пилотни епиоди. Пилотният сезон в Америка обикновено е през пролетта. Тогава телевизионните пилотни епизоди се записват и компаниите решават кои от тях ще получат „зелена светлина“, за да продължат да създават епизоди. Около май месец някои пилотни епизоди се представят на пресата и рекламните агенции.

## Примери
- Г-н Монк и кандидатът
- Време за приключения (пилотен епизод)
- Парк шоу (пилотен епизод)
- Пилотен епизод на „Междузвездни войни: Войните на клонираните“